# Ван дер Линде, Кельвин
Кельвин ван дер Линде (род. 20 июня 1996 года, Йоханнесбург, ЮАР) — южноафриканский автогонщик. В сезоне 2024 года выступает в серии DTM за команду Abt Sportsline. Впервые участвовал в соревнованиях ADAC GT Masters и выиграл их в сезонах 2014 и 2019 годов. Также побеждал в «24 часах Нюрбургринга» в 2017 году.

## Карьера
Кельвин ван дер Линде начал свою карьеру в картинге в возрасте восьми лет в 2005 году.
В сезоне 2011 года стал самым молодым гонщиком, участвовавшим в соревнованиях Национальной южноафриканской трассы в возрасте 14 лет, а также самым молодым национальным чемпионом Южной Африки в возрасте 16 лет в сезоне 2012 года.
В сезоне 2013 года выиграл международный чемпионат. В возрасте 17 лет ван дер Линде стал самым молодым победителем Volkswagen Scirocco R-Cup и стал юным гонщиком при поддержке Volkswagen в сезоне 2014 года. В 18 лет стал самым молодым чемпионом ADAC GT Masters за рулем Audi R8 LMS Ultra.
В сезоне 2015 года ван дер Линде стал заводским гонщиком Audi, выиграв гонки «24 часа Нюрбургринга» и «10 часов Сузуки» в 2017 году.

### 2021 год
В сезоне 2021 года ван дер Линде участвовал в турнире DTM 2021 года за команду Abt Sportsline. Он выиграл четыре гонки и занял третье место в личном зачёте. Перед финальным этапом сезона боролся за чемпионский титул среди гонщиков с Лиамом Лоусоном и Максимилианом Гётцем.
Во время обеих финальных гонок чемпионата на Норисринге у ван дер Линде были инциденты с Лоусоном. В первой гонке ван дер Линде опередил Лиама и Лоусон финишировал третьим. Во второй гонке последствия были гораздо серьёзнее: машина Лоусона была повреждена в результате столкновения на первом круге с ван дер Линде, который пытался обогнать Лоусона, лишив Лиама возможности бороться за титул и финишировав 18-м. В результате ван дер Линде получил пятисекундный штраф. Ближе к концу гонки ван дер Линде получил прокол колеса в сражении с Гётцем и потерял шансы на завоевание титула, который в конечном итоге достался Гётцу после того, как Mercedes отдал командные приказы гонщикам, опережавшим Гётца пропустить его, чтобы гарантировать, что Максимилиан финиширует первым.
Этот шаг вызвал широкое осуждение, причём некоторые считали, что ван дер Линде повердил машину Лоусона намеренно. Советник Red Bull по автоспорту Хельмут Марко призвал дисквалифицировать его, а сам Лоусон не сдержал гнева после гонки, заявив, что Кельвин был «идиотом» и «самым грязным парнем, с которым он когда-либо выступал». Ван дер Линде позже извинился.

### 2022 год
За несколько дней до финального этапа сезона DTM 2021 года команда Abt Sportsline утвердила его своим гонщиком на сезон 2022 года. Заняв девятое место по очкам в сезоне 2022 года, ван дер Линде остался в команде на 2023 год.

### Формула-E
После того, как Робин Фряйнс в сезоне 2023 года получил травму руки на гонке Формулы-Е в Мехико, ван дер Линде заменил его в команде ABT Cupra на этапах в Дирии. В своём первом этапе в гонках на одноместных автомобилях южноафриканцу удалось финишировать 16-м в первой гонке и 18-м во второй гонке, что, по его словам, дало ему основу для дальнейшего развития.